# Mackinlaya macrosciadea
Mackinlaya macrosciadea là một loài thực vật có hoa trong họ Hoa tán. Loài này được (F.Muell.) F.Muell. mô tả khoa học đầu tiên năm 1864.